# Godley & Creme
Godley & Creme var en brittisk musikduo bestående av musikerna Kevin Godley (född Kevin Michael Godley 7 oktober 1945 i Prestwich, Lancashire) och Lol Creme (född Laurence Neil Creme 19 september 1947 i Prestwich), båda tidigare medlemmar av gruppen 10cc.
Duon gjorde sig mest känd för att regissera musikvideor åt kända artister, bland andra The Police, Duran Duran, Herbie Hancock och Frankie Goes to Hollywood.
Duon splittrades 1989 och Godley har i huvudsak fortsatt med att regissera musikvideor, medan Creme sysslat med digital konst, reklam och diverse musikprojekt. 
Sedan 2004 har Godley samarbetat musikaliskt med den tidigare 10cc medlemmen Graham Gouldman under namnet GC06. Creme är numera verksam i "supergruppen" The Producers.

## Diskografi
Studioalbum
- Consequences (1977)
- L (1978)
- Freeze Frame (1979)
- Ismism (1981) (Snack Attack)
- Birds of Prey (1983)
- The History Mix Volume 1 (1985)
- Goodbye Blue Sky (1988)

Samlingsalbum
- Musical Excerpts from Consequences (1978)
- Music from Consequences (1978)
- Changing Faces - The Very Best of 10cc and Godley and Creme (1987)
- The Very Best of 10cc (And Godley and Creme) (1991)
- Images (1993)

Singlar (topp 100 på UK Singles Chart)
- "Under Your Thumb" (1981) (#3)
- "Wedding Bells" (1981) (#7)
- "Cry" (1985) (#19)
- "Cry" (Remix) (1986) (#66)